# جيف سميث (رياضياتي)
جيف سميث (بالإنجليزية: Geoff Smith)‏ هو رياضياتي بريطاني، ولد في 1953.